# Chevon (アルバム)
Chevonは、日本のロックバンド、Chevonが2024年2月21日に発売したアルバム。

## 概要
2024年1月12日、公式Xにて本作の発売を発表。過去の配信シングルの中から13曲、新曲2曲の計15曲が収録されている。
本作には、ドラマ「●●ちゃん」エンディングテーマとして書き下ろされた「ノックブーツ」や、ジャンプ＋×avex主催の『PROJECT COMUC』出演作品である「クローン」、歌い手のkamomeに楽曲提供を行った「antlion」「光ってろ正義」などが収録された。
初回限定盤には、バンド2周年記念で開催されたライブ「Chevon 2nd Anniversary LIVE 『Banquet』」のライブ映像と舞台裏の映像、そして「Banquet」「大行侵」のMVが収録されたBlu-rayが付属している。

## 収録曲
全作詞： 谷絹茉優・全作曲： Chevon
1. No.4
2. ダンス・デカダンス
3. ですとらくしょん‼︎
4. ボクらの夏休み戦争
5. ノックブーツ
6. サクラループ
7. 薄明光線
8. セメテモノダンス
9. Banquet
10. 大行侵
11. クローン
12. antlion
13. 光ってろ正義
14. 革命的ステップの夜
15. スピンアウト

## タイアップ
| 曲名         | タイアップ                               | トラック | 起用年 |
| ------------ | ---------------------------------------- | -------- | ------ |
| ノックブーツ | ABCテレビ「●●ちゃん」エンディングテーマ  | 5        | 2023年 |
| クローン     | ジャンプ＋×avex『PROJECT COMUC』出演作品 | 11       | 2022年 |